# Risikoflotte
Risikoflotte ist ein Begriff aus dem Konzept zum Aufbau einer deutschen Hochseeflotte für die Kaiserliche Marine, das der Leiter des Reichsmarineamtes Alfred von Tirpitz entwickelte.
Die geplante Flotte sollte andere Marinen abschrecken, einen Seekrieg mit dem Deutschen Reich zu beginnen. Dazu sollte die Marine so stark werden, dass sie für einen potenziellen Angreifer ein bedeutendes Risiko einer Niederlage dargestellt hätte, wenn er einen Krieg begonnen hätte. Aus dieser Überlegung heraus prägte Tirpitz den Begriff Risikoflotte.
Die Rüstungsplanung dazu wurde im 2. Flottengesetz von 1900 festgelegt.
Als notwendige Stärke für eine derartige Flotte sah Tirpitz zwei Drittel der Stärke des potenziellen Angreifers vor. Die größte Flotte zu jener Zeit war die Royal Navy, die allerdings in ihrer damaligen strategischen Planung keine Auseinandersetzung mit Deutschland vorsah.
Die Doktrin der Royal Navy sah ihrerseits eine Stärke vor, die der Stärke der beiden nächstgrößten Seemächte in Summe entsprach (Two powers standard). Damit kam Tirpitz’ Risikoflotte in Konflikt mit der britischen Militärdoktrin.
Der daraus resultierende verstärkte Bau von Kriegsschiffen wird als Deutsch-Britisches Wettrüsten bezeichnet, bei dem beide Seiten ihre angestrebten Ziele nicht erreichten, die Briten aber weiterhin die dominierende Seemacht blieben. Im Ersten Weltkrieg erwies sich die Theorie der „Risikoflotte“ in gewisser Weise als zutreffend, denn die britische Home Fleet dachte nicht daran, sich nahe an die deutsche Küste zu begeben und eine Entscheidungsschlacht zu suchen. Stattdessen beschränkte sich die britische Marine auf eine Fernblockade weit vor der Küste, wo ihre Schiffe frei manövrieren und Deutschland trotzdem effektiv vom Nachschub über den Nordatlantik abschneiden konnten. Somit blieb die deutsche „Risikoflotte“ größtenteils im Hafen, auch vereinzelte Seegefechte konnten keine Entscheidung bringen und während des gesamten Krieges war die deutsche Kriegsmarine mit Ausnahme der U-Bootwaffe quasi nutzlos, da sie aufgrund ihrer zahlenmäßigen Unterlegenheit weder die Briten an ihrer Blockade hindern konnte, noch den Feind dazu bringen konnte, sie in taktisch günstigem eigenen Gewässer anzugreifen. Im Ergebnis kam es zu einem taktischen Patt, das allerdings ein strategischer Sieg der Briten war, die ihr Ziel, Deutschland vom Seehandel abzuschneiden, mit nur minimalen Verlusten durchsetzen konnten, während die teure und personalintensive deutsche Flotte größtenteils nutzlos im Hafen lag.